# Droga krajowa 88
Die Droga krajowa 88 (DK 88) ist eine Landesstraße in Polen. Sie verläuft in mehreren Teilstücken in den Woiwodschaften Opole (Oppeln) und Schlesien.

## Verlauf

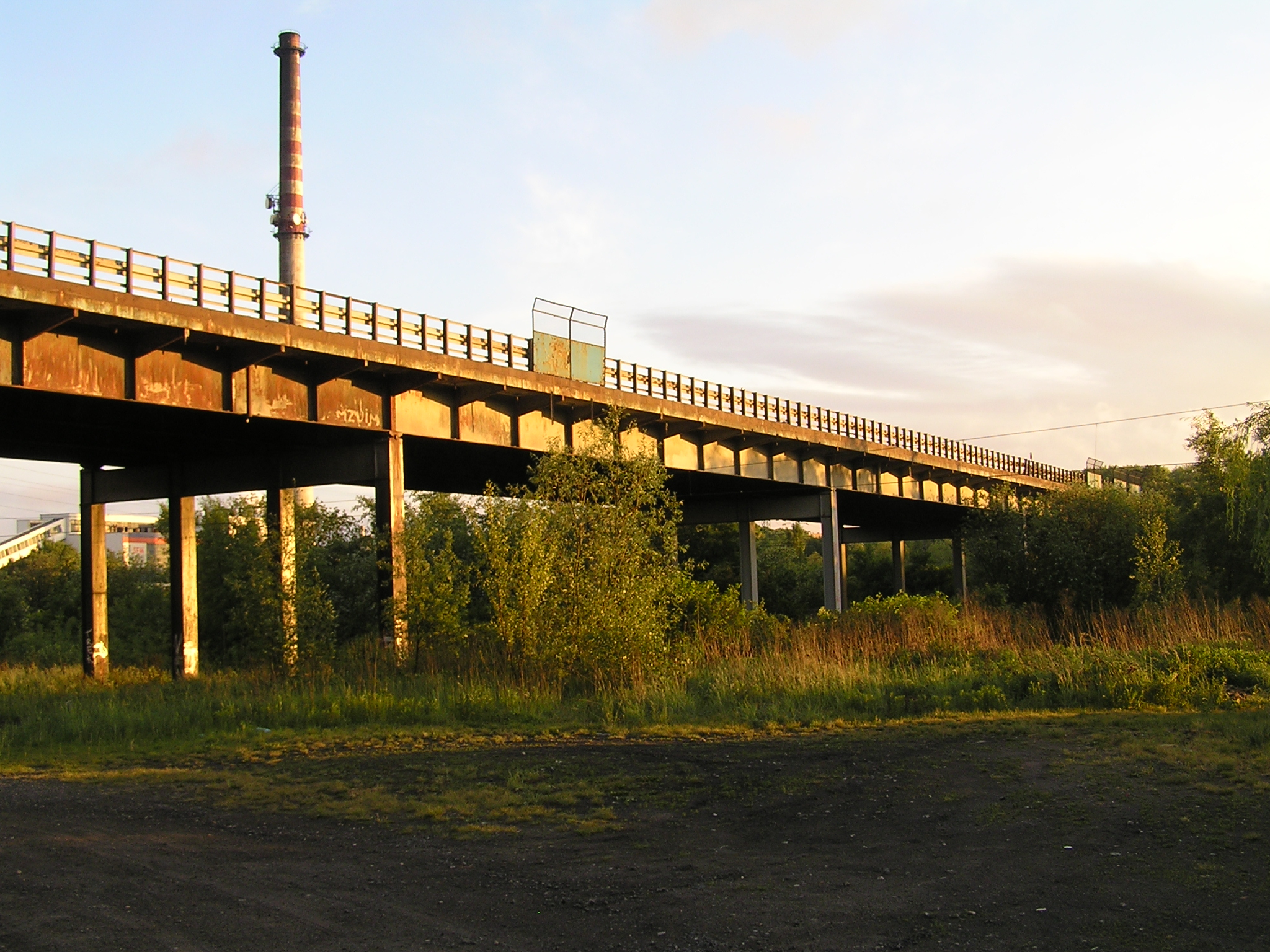
Viadukt in Gliwice aus den 1940er Jahren

Das westliche Teilstück zweigt östlich von Strzelce Opolskie (Groß Strehlitz) von der Droga krajowa 94 nach Süden ab und führt über eine Strecke von 4 km zur Anschlussstelle Nogowczyce der mautpflichtigen Autostrada A4. Von hier verläuft die Straße gemeinsam mit der Autostrada A4 bis zur Anschlussstelle Kleszczów und folgt von dieser aus weiter der Trasse der früheren Droga krajowa 4, die wiederum die Trasse der nur teilweise fertiggestellten Reichsautobahn Strecke 64 (Gleiwitz - Beuthen) benutzt. Die DK88 umgeht Gliwice (Gleiwitz) im Norden und folgt weiter der ehemaligen Reichsautobahn bis Bytom-Karb (Beuthen-Karf), wo sie wieder auf die Droga krajowa 94 trifft. Auf diesem Abschnitt wurde in den Jahren 2012 bis 2014 ein aus den 1940er Jahren stammender Viadukt ersetzt, der bis dahin genutzt wurde.

## Ausbauzustand
| Abschnitt                                                 | Streifen | Trennstreifen | Bemerkung                    |
| --------------------------------------------------------- | -------- | ------------- | ---------------------------- |
| Strzelce Opolskie – Strzelce Opolskie                     | 2        | nein          |                              |
| Strzelce Opolskie – Kleszczów                             | 4        | ja            | gemeinsamer Abschnitt mit A4 |
| Kleszczów – Gliwice-DTŚ                                   | 2        | nein          | kreuzungsfrei                |
| Gliwice-DTŚ – Bytom-Centrum Handlowe                      | 4        | nein          | kreuzungsfrei                |
| Bytom-Centrum Handlowe – Bytom-ulica Księdza Jana Frenzla | 4        | ja            | kreuzungsfrei                |
| Bytom-ulica Księdza Jana Frenzla – Bytom-ulica Dworska    | 2        | nein          | kreuzungsfrei                |
| Bytom-ulica Dworska – Piekary Śląskie                     | 2        | nein          |                              |